# 楊貴妃 (1976年電視劇)
《楊貴妃》是香港電視廣播有限公司拍攝製作的古裝劇集。由殷巧儿、思维、吕有慧、伍卫国、周润发、石坚等主演。此剧在1976年2月3日首播。

## 演员表

### 主要演员
- 殷巧儿 飾 杨玉环
- 思维 飾 李隆基
- 吕有慧 飾 梅妃
- 羅國維 飾 杨国忠
- 劉一帆 飾 李林甫
- 黄允材 飾 安禄山
- 冯晓文 飾 武惠妃
- 羅冠蘭 飾 杨贵嫔
- 陳嘉儀 飾 秦国夫人
- 程可为 飾 杨玉琴
- 卢宛茵 飾 杨玉绣
- 朱瑞棠 飾 李白
- 黄新 飾 高力士
- 徐廣林 飾 李輔國
- 石坚 飾 郭子儀
- 周潤發 飾 李琦
- 金兴賢 飾 杨湉
- 卢海鹏 飾 张巡
- 李道洪 飾 唐肃宗李亨
- 陳秀珠 飾 吴皇后
- 安冉奇特斯 飾 吐蕃王妃